# Papamosques fumat
El papamosques fumat (Muscicapa infuscata; syn: Bradornis fuliginosus) és una espècie d'ocell de la família dels muscicàpids (Muscicapidae) propia de l'Àfrica central. Es troba a Angola, Camerun, el Gabon, Guinea Equatorial, Nigèria, República Centreafricana, República del Congo, República Democràtica del Congo, Sudan del Sud, Tanzània, Uganda i Zàmbia. Habita els boscos humits tropicals de terres baixes. El seu estat de conservació es considera de risc mínim.

## Taxonomia
A la Classificació del Congrés Ornitològic Internacional (versió 11.2, 2021) se'l considera al gènere Muscicapa. Tanmateix, en el Handook of the Birds of the World i la quarta versió de la BirdLife International Checklist of the birds of the world (desembre 2019) se'l classifica dins del gènere Bradornis (B. fuliginosus), juntament amb altres sis espècies de papamosques.